# Leptynis
Leptynis is een geslacht van halfvleugeligen uit de familie schuimcicaden (Cercopidae). De wetenschappelijke naam van dit geslacht is voor het eerst geldig gepubliceerd in 1921 door Jacobi.

## Soorten
Het geslacht Leptynis  is monotypisch en omvat slechts de volgende soort:
- Leptynis monticola Jacobi, 1921